# KAB
KAB (oprindeligt fork. for Københavns Almindelige Boligselskab) er en almen boligadministrator, der administrerer ca. 60.000 almene boliger i hovedstadsområdet. KAB ejes af en række boligorganisationer og parlamentariske selskaber, og ledes af en bestyrelse, der vælges af repræsentantskabet.
Det nuværende KAB's historie går tilbage til 1913, hvor AKB, Arbejdernes Koorperative Boligselskab s.m.b.a. blev grundlagt på initiativ af overretssagfører Frits Ortmann. En række kooperative virksomheder i byggefagene stod bag AKB.
I 1920 blev KAB, Københavns almindelige Boligforening (tidl. KAB – Bygge- og Boligadministration) grundlagt af sagfører F.C. Boldsen. De to virksomheder fusionerede til det nuværende KAB i 2007.
Adm. direktør er Jens Elmelund